# خاک‌رنگ‌ها
خاک‌رنگ‌ها (نام علمی: Rhyparochromus) نام یک سرده از تیره خاک‌رنگان است.